# Verneuil-en-Bourbonnais
Verneuil-en-Bourbonnais è un comune francese di 252 abitanti situato nel dipartimento dell'Allier della regione dell'Alvernia-Rodano-Alpi.

## Società

### Evoluzione demografica
Abitanti censiti